# صموئيل ألين (مؤرخ)
صموئيل ألين (بالإنجليزية: Samuel Eliot)‏ هو مؤرخ أمريكي، ولد في 22 ديسمبر 1821، وتوفي في 14 سبتمبر 1898.